# Tachydromia mucronata
Tachydromia mucronata är en tvåvingeart som först beskrevs av Collin 1941.  Tachydromia mucronata ingår i släktet Tachydromia och familjen puckeldansflugor. Inga underarter finns listade i Catalogue of Life.